# Coelioxys mexicana
Coelioxys mexicana är en biart som beskrevs av Cresson 1878. Coelioxys mexicana ingår i släktet kägelbin, och familjen buksamlarbin. Inga underarter finns listade i Catalogue of Life.